# Żabokrzeki (gmina Daszyna)
Żabokrzeki – wieś w Polsce, położona w województwie łódzkim, w powiecie łęczyckim, w gminie Daszyna.
W latach 1975–1998 miejscowość należała administracyjnie do województwa płockiego.